# جان بيير ديكونغي بيبا
جان بيير ديكونغي بيبا (مواليد سنة 1940) (بالإنجليزية: Jean-Pierre Dikongué Pipa)‏ هو سيناريست ومخرج أفلام كاميروني. أنتج أول فيلم روائي طويل للكاميرون بعنوان "مونا موتو"، في عام 1975.  تتناول أفلامه العلاقات المتبادلة بين عناصر الثقافة الكاميرونية التقليدية والعالم الأوسع.

## أعماله
| الفيلم                             | السنة |
| ---------------------------------- | ----- |
| Badiaga                            | 1987  |
| La Foire aux livres à Hararé       | 1984  |
| Histoires drôles et drôles de gens | 1983  |
| Music and Music: Super Concert     | 1981  |
| Kpa Kum                            | 1980  |
| Le Prix de la Liberté              | 1978  |
| منا موتو                           | 1975  |
| Rendez-vous moi mon père           | 1966  |
| Les Cornes                         | 1966  |
| غير بسيط                           | 1965  |

## روابط خارجية
- جان بيير ديكونغي بيبا على موقع IMDb (الإنجليزية)
- جان بيير ديكونغي بيبا على موقع ألو سيني (الفرنسية)
- جان بيير ديكونغي بيبا على موقع أول موفي (الإنجليزية)
- جان بيير ديكونغي بيبا على موقع قاعدة بيانات الفيلم (الإنجليزية)
- جان بيير ديكونغي بيبا على موقع كينوبويسك (الروسية)